# Szemerkényi Réka
Szemerkényi Réka (Eger, 1966. október 25. –) magyar közgazdász, 2015–2017 között nagykövet az Amerikai Egyesült Államokban, a Forbes 2017-ben a második legbefolyásosabb magyar nőként jelölte közéleti listáján.

## Szakmai pályája
Az Európai Politikai Elemzések Központja (CEPA) ügyvezető alelnöke. Dr. Szemerkényi Réka 2015 és 2017 között Magyarország első női nagykövete volt az Egyesült Államokban. Ezt megelőzően a magyar miniszterelnök külügyi- és biztonságpolitikai főtanácsadója (2011-15); külügyi- és biztonságpolitikai államtitkár a miniszterelnöki hivatalban (1998-2002), valamint a Magyar Honvédelmi Minisztérium közigazgatási államtitkárának főmunkatársa (1991-94).
Szemerkényi 2004 és 2011 között a MOL-csoporton belül egyrészt a társaság Nemzetközi kapcsolatok osztályának vezetőjeként, másrészt az elnök-vezérigazgató főtanácsadójaként tevékenykedett. Feladatai közé tartozott többek között annak biztosítása, hogy a régió energiapolitikai prioritásai az Európai Unió energiapolitikájának is részévé váljanak, valamint hogy regionális energiaügyi együttműködést jöjjön létre Magyarország, Lengyelország, Horvátország, Szlovákia és Csehország között. Számos más, nemzetközi energiapolitikát is érintő kérdés rendezésében játszott szerepet, többek között az osztrák OMV és a Surgutneftegas ellenséges MOL-felvásárlási kísérleteinek megakadályozásában.
Szemerkényi Réka a Külügyi és Külgazdasági Intézet vezető kutatója volt (1996-98). 1995 és 1996 között pedig a londoni Nemzetközi Stratégiai Tanulmányok Intézetének kutatási munkatársaként dolgozott, ahol 1996-ban az Oxford University Press kiadta a "Közép-európai civil-katonai reformok veszélyben" (Central European Civil-Military Reforms At Risk) című tanulmányát. Szemerkényi 2002 és 2006 között a budapesti XXI. Század Intézet Stratégiai Tanulmányok Központjának igazgatója volt, konferenciákat és kerekasztal beszélgetéseket szervezett a legfontosabb globális nemzetközi és biztonsági kihívásokról. Ezt követően oktatóként a Milánói Egyetem ASERI Nemzetközi Kapcsolatok Központjának is dolgozott (2006-08), biztonságpolitikai mesterkurzusokat tartott főként európai kül- és biztonságpolitika témakörökben. 2004 és 2011 között a Heti Válasz külpolitikai publicistájaként nemzetközi kül- és biztonságpolitikai eseményekről számolt be.
Szemerkényi Réka tanácsadója volt Washingtonban a Világbank Gazdasági Fejlődés Intézetének 1994-ben, ahol részt vett és közreműködött kutatási projektben a magyarországi közigazgatás átalakításáról az 1990-et megelőző szocialista korszakról az 1990 utáni berendezkedésekre.
Szemerkényi Réka a Pázmány Péter Katolikus Egyetemen summa cum laude végezte el PhD-ját (2006), "Energiabiztonság: a Varsói Paktum és nyugat-európai energetikai stratégiák 1945 és 1990 között" címmel írt diplomamunkájával. Mesterfokú diplomát szerzett a Johns Hopkins Egyetem Felsőfokú Nemzetközi Tanulmányok Intézetben (SAIS) Washingtonban Nemzetközi Kapcsolatok és Közgazdaságtan szakon (1993-95), illetve a francia Nemzetközi Kapcsolatok Európai Intézetének (Institut Européen des Hautes Études Internationales) Nemzetközi Kapcsolatok és Európai Tanulmányok szakán (1990-91), valamint az Eötvös Loránd Tudományegyetemen (1985-1990). Tiszteletbeli doktor címet kapott a Marymount Egyetemtől (Arlington, Virginia, 2017) és a Nemzeti Közszolgálati Egyetemtől is (2016).
Szemerkényi Réka az Európai Külügyi Kapcsolatok Tanácsának (European Council on Foreign Relations) megválasztott tagja 2016 óta, továbbá a Magyar Atlanti Tanács alelnöke. Felsőfokon beszél angolul, franciául és olaszul.
A második legbefolyásosabb magyar nő a Forbes közéleti listáján (2015, 2016, 2017).

## Tanulmányok, végzettség
- PhD fokozat: Pázmány Péter Katolikus Egyetem, Közgazdaságtudományi Intézet, „Energiabiztonság, energiapolitika a hidegháború Európájában” (2007)

Egyetemi diplomák:
- Johns Hopkins Egyetem, Felsőfokú Nemzetközi Tanulmányok Intézete (School of Advanced International Studies, SAIS) Nemzetközi Kapcsolatok és Közgazdaságtan, Masters fokozat, USA (1995)
- Eötvös Loránd Tudományegyetem, Bölcsészettudományi Kar, Budapest (1992)
- Nemzetközi Kapcsolatok Európai Intézete (Institut Européen des Hautes Études Internationales), Nemzetközi Kapcsolatok és Európai Tanulmányok, posztgraduális diploma, Franciaország (1991)

## Oktatási tevékenység
- Nemzetközi Kapcsolatok Elmélete
- Nemzetközi Kapcsolatok Története
- Bevezetés a Biztonságpolitikába
- CFSP, Az EU Közös Kül- és Biztonságpolitikája
- A NATO és az Atlantizmus a Nemzetközi Kapcsolatokban
- Energiabiztonság, Elmélet és a Hidegháború Gyakorlata

## Főbb publikációk
- Energiaválság, energiapolitika: egy dilemma történeti gyökerei In : Kommentár, 2007/3 Budapest, 2007. július
- Túlélő múlt? A hidegháború velünk elé energiabiztonsági tapasztalatai In : Külügyi Szemle, 2007/1 Budapest, 2007. március 3.
- Az európai energiabiztonság dilemma In: „Védelmi Tanulmányok” sorozat, Zrínyi Miklós Nemzetvédelmi Egyetem Stratégiai és Védelmi Kutatóközpont, Budapest, 2006
- Piac vagy politika, Európai energiabiztonsági koncepciók In : Külügyi Szemle, 2005/3-4 Budapest, 2005. december
- Source of Economic Growth or the (not so) Secret Weapon In: Russia and Europe in the Second Putin Presidency, Centre for EuroAtlantic Integration and Democracy, Budapest, 2005. december
- Az átalakuló NATO In: Az Észak Atlanti Szerződés Szervezete, Tanulmányok és Dokumentumok, Szerk: Dunay Pál-Gazdag Ferenc. Stratégiai és Védelmi Kutató Intézet, Budapest, 1997
- A Harmel – jelentés Rubicon, 1997/5-6.
- A NATO a hidegháború után Rubicon, 1997/5-6.
- Polgári katonai kapcsolatok Közép-Európában és a NATO bővülése In: A haderő demokratikus irányítása, Szerk: Joó Rudolf és Pataki g. Zsolt. Zrínyi Miklós Nemzetvédelmi Egyetem, Budapest, 1998
- Polgári-katonai kapcsolatok (Ki őrzi az őrzőket?) In: Biztonságpolitika. Stratégiai és Védelmi Kutató Intézet-ELTE BTK-MTT, Budapest, 1997
- New International Approaches to the Solution of Future Problems in Central Europe In: Conflict Resolution, New Approaches and Methods, Peace and Conflict Issues, Társszerző, UNESCO Publishing, Paris, 2000
- La souveraineté à la fin de XXe siècle. Vue d’Europe Central In: Entre Union et Nation. Társszerző. Presses de Sciences Po, Paris, 1998
- Central European Civil-Military Reforms At Risk Adelphi Paper No.306. IISS, Oxford University Press, 1996

## Elismerések
- Marymount Egyetem – Arlington, VA, USA – Tiszteletbeli doktor cím (Honorary Doctorate, 2017) a nemzetközi oktatási együttműködések népszerűsítéséért
- “Hozzájárulás a szabadsághoz és biztonsághoz Közép-Európában” Díj (2013) – Szlovák Atlanti Bizottság díja
- „Bene Merito” Díj a magyar-lengyel kapcsolatok fejlesztéséért (2010) – Radoslaw Sikorski, Lengyelország külügyminiszterének adománya
- Francia Nemzeti Érdemrend Parancsnoki Fokozata (2001) – Jacques Chirac francia elnök adománya
- Szolgálati Emlékjel Polgári Tagozata Kitüntetés (1999) – Magyar Honvédelmi Miniszter adománya